# Соловьёв, Владимир Геннадиевич
Влади́мир Генна́диевич Соловьёв (род. 14 ноября 1964, Ногинск, Московская область, РСФСР, СССР) — российский тележурналист, политический обозреватель, телеведущий, телепродюсер. Председатель Союза журналистов России с 25 ноября 2017 года. Член Совета при Президенте РФ по развитию гражданского общества и правам человека. Заслуженный журналист Российской Федерации (2025).

## Биография

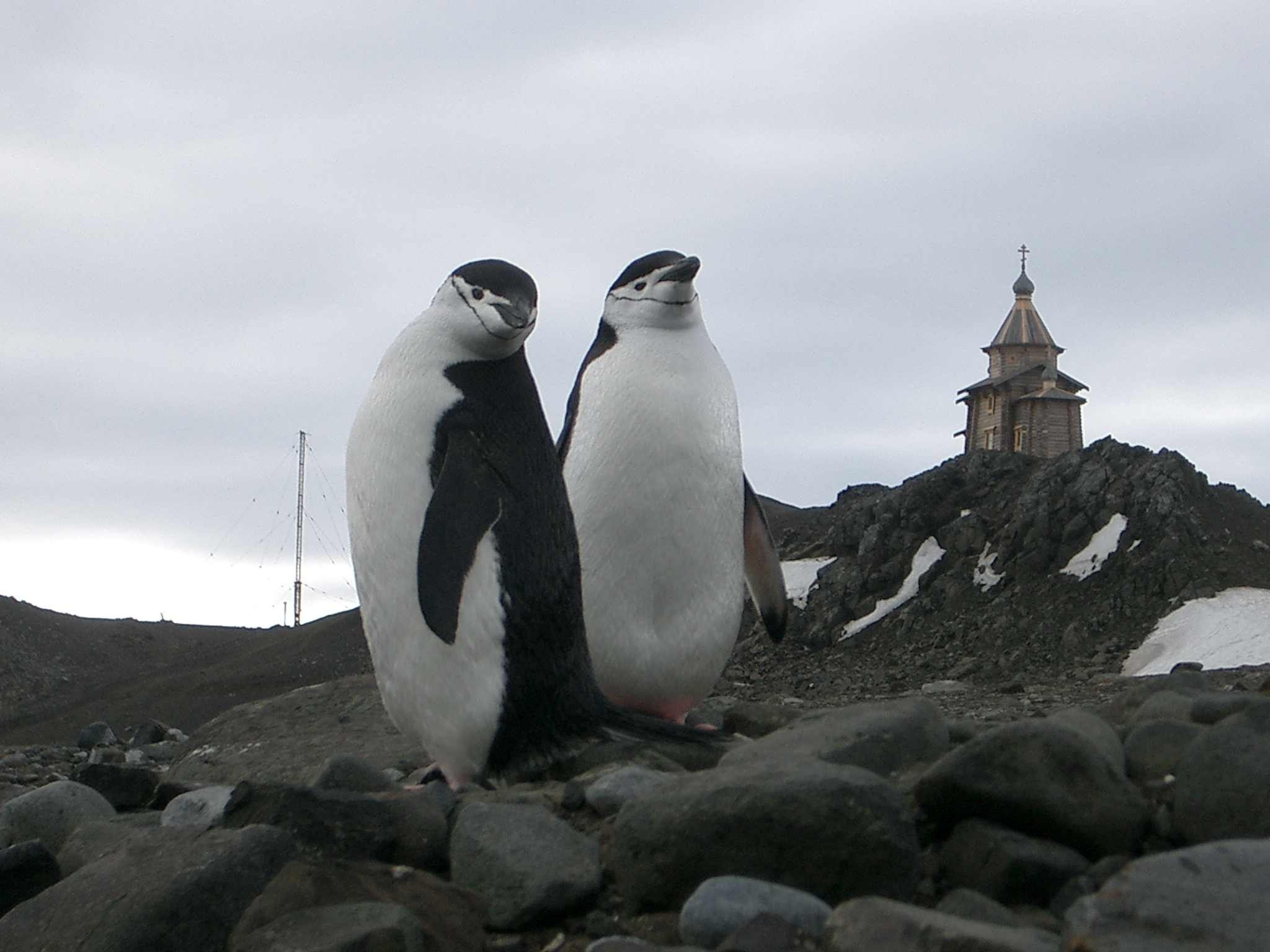
Храм Святой Троицы на антарктической станции «Беллинсгаузен»

### Ранние годы
Родился 14 ноября 1964 года в городе Ногинске Московской области.
После окончания средней школы работал слесарем на Ногинском опытном заводе монтажных приспособлений (НОЗМП).
С 1982 по 1984 год служил в Советской армии, в авиации КДВО: командовал отделением механиков по ремонту двигателей реактивных самолётов.
В 1990 году окончил международное отделение факультета журналистики МГУ им. Ломоносова. Во время учёбы делал видеосюжеты для таких телевизионных передач, как «Взгляд» и «Прожектор перестройки». Диплом писал в Югославии, на факультете политических наук Белградского университета. Темой диплома были информационные программы федеративной Югославии. Во время учёбы в Белграде познакомился с тогдашним корреспондентом ЦТ СССР по Югославии Виктором Ногиным.

### Телевидение
На телевидении — с 1990 года.
С 1990 по 1991 год работал редактором и корреспондентом в Телевизионной службе новостей (ТСН) Центрального телевидения СССР.
С 1991 по 1992 год — комментатор «Вестей» Российского телевидения (ВГТРК).
С 1992 по 1997 год — собственный корреспондент РГТРК «Останкино» (впоследствии — ЗАО «ОРТ») в Югославии, заведующий отделением телерадиокомпании на Балканах. Работал вместе с оператором Анатолием Кляном. Заменив погибших Виктора Ногина и Геннадия Куринного, вместе с Анатолием Кляном многократно объездил все фронты югославских войн и все соседние страны, работал под натовскими бомбардировками в Боснии и в Косово.
После возвращения домой 12 побывал в командировках в Чечне, на Первой и Второй чеченских войнах. За 9 поездок во время последней интифады в общей сложности прожил более полугода в Иерусалиме.
Всего в качестве военного корреспондента прошёл 7 войн.
С 1997 по 1999 год работал в возрождённой ТСН на ТВ-6. Был обозревателем, вместе с Анной Федотовой полтора года вёл вечернюю информационную программу на ТВ-6 «Новости дня». Был ведущим программы «В мире людей» и специальных выпусков. После отказа от сотрудничества ТСН с ТВ-6 в декабре 1999 года перешёл на работу в Дирекцию информационных программ ОАО «ОРТ».
С декабря 1999 по январь 2005 года — комментатор Дирекции информационных программ ОАО «ОРТ» (с сентября 2002 года — ОАО «Первый канал»). Готовил репортажи для программ «Новости», «Время» и «Времена». Одно из направлений его профессиональной деятельности — запись эксклюзивных интервью с президентами СССР и России — Горбачёвым, Ельциным, Путиным. В их числе и самое первое интервью Путина после назначения и. о. президента РФ. Оно заняло весь эфир информационной программы «Время» от 4 января 2000 года. Много лет работал в составе «Кремлёвского пула», только сопровождая по стране и по миру Б. Н. Ельцина и В. В. Путина, побывал в 64-х командировках. На протяжении месяца после событий 11 сентября 2001 года работал в США. В период чеченских кампаний записывал интервью с Асланом Масхадовым, Шамилем Басаевым, Хаттабом, Зелимханом Яндарбиевым и с Салманом Радуевым. Работал во время подсчёта голосов на двух президентских выборах в России — 26 марта 2000 и 14 марта 2004 года.
Помимо этого, также записывал интервью с президентами Сербии, Черногории, Боснии и Герцеговины, Македонии, Албании. Собеседниками Соловьёва в разное время становились видные фигуры мировой политики — Кондолиза Райс, Генри Киссинджер, Хавьер Солана, Шимон Перес, а также российские губернаторы, депутаты, политические, общественные и культурные деятели.
Работал координатором съёмочных групп информационного вещания «Первого канала» в дни террористического акта в Беслане и политического кризиса на Украине 2004 года — первого Майдана.
Освещал важнейшие события мировой политики, такие как «Саммит Тысячелетия» в Нью-Йорке, саммит Восьмёрки на Окинаве, многие встречи мировых лидеров и российских президентов. Объехал больше 80 стран мира. Приходилось бывать в экстремальных командировках: от Северного полюса и дрейфующих полярных станций в Арктике — до Антарктиды, где побывал 4 раза.
Является автором ряда документальных фильмов, среди них «Храм в Антарктиде».
К 9 мая 2003 и 2004 годов писал сценарии и комментировал (в паре с Андреем Батуриным) в прямом эфире «Первого канала» и «России» военные парады на Красной площади, посвящённые 58-й и 59-й годовщине Победы в Великой Отечественной войне 1941—1945 годов.
С января 2005 года — заместитель генерального директора по связям с общественностью группы компаний «Антекс-Полюс холдинг».
С сентября 2005 по октябрь 2011 года — на «Третьем канале» — политический обозреватель, с сентября 2008 по октябрь 2011 года — ведущий субботней итоговой информационно-аналитической авторской программы «Главная тема» и цикла программ «Актуальный разговор».
С ноября 2011 по август 2012 года — заместитель руководителя ТПО «Россия-2» (ВГТРК).
C сентября 2012 по июль 2017 года — главный продюсер Службы документальных фильмов телеканала «Россия» (ВГТРК). Секретарь Союза журналистов России. Член экспертного совета Министерства культуры по неигровому кино. Член жюри нескольких кинофестивалей.
С июля 2017 года — советник Генерального директора ГТК «Телеканал „Россия“».

## Общественная деятельность

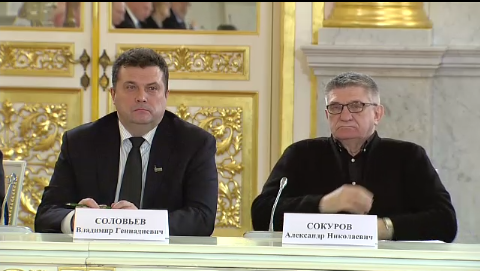
В. Г. Соловьёв и А. Н. Сокуров на заседании Совета при Президенте Российской Федерации по развитию гражданского общества и правам человека (11 декабря 2018 года)

25 ноября 2017 года избран председателем Союза журналистов России, сменив Всеволода Богданова, занимавшего этот пост с 1992 года.
3 декабря 2018 года был включён в состав Совета при Президенте РФ по развитию гражданского общества и правам человека.
15 января 2020 года вошёл в рабочую группу по подготовке предложений о внесении поправок в Конституцию.
В 2024 году стал доверенным лицом кандидата в президенты России Владимира Путина.

## Награды
- Заслуженный журналист Российской Федерации (24 января 2025 года) — за заслуги в развитии отечественной журналистики и многолетнюю плодотворную работу[27].
- Почётная грамота Президента Российской Федерации (17 июля 2019 года) — за заслуги в развитии отечественных средств массовой информации и многолетнюю плодотворную деятельность[28].
- Почётная грамота правительства Российской Федерации (13 января 2025 года) — за большой вклад в развитие отечественной журналистики и многолетнюю плодотворную работу[29].
- Почётный знак «За заслуги в развитии печати и информации» (26 ноября 2015 года, Межпарламентская ассамблея СНГ) — за значительный вклад в формирование и развитие общего информационного пространства государств — участников Содружества Независимых Государств, реализацию идей сотрудничества в сфере печати и информации[30].
- Почётный знак «За заслуги в развитии печати и информации» (18 апреля 2019 года, Межпарламентская ассамблея СНГ) — за значительный вклад в формирование и развитие общего информационного пространства государств — участников Содружества Независимых Государств, реализацию идей сотрудничества в сфере печати и информации[31].